# Slag bij Patay
De Slag bij Patay was een veldslag op 18 juni 1429 in de Honderdjarige Oorlog, waarbij het Franse leger onder Karel VII van Frankrijk met Jeanne d'Arc het Engels/Bourgondische leger versloeg.

## Vooraf
In 1428 hielden de Engelsen en de Bourgondiërs Noord-Frankrijk bezet tot aan de Loire. Orléans, de laatste grote stad aan de Loire, werd vanaf oktober 1428 belegerd.

De Engelsen en de Bourgondiërs hielden in 1435 Noord-Frankrijk bezet tot aan de Loire
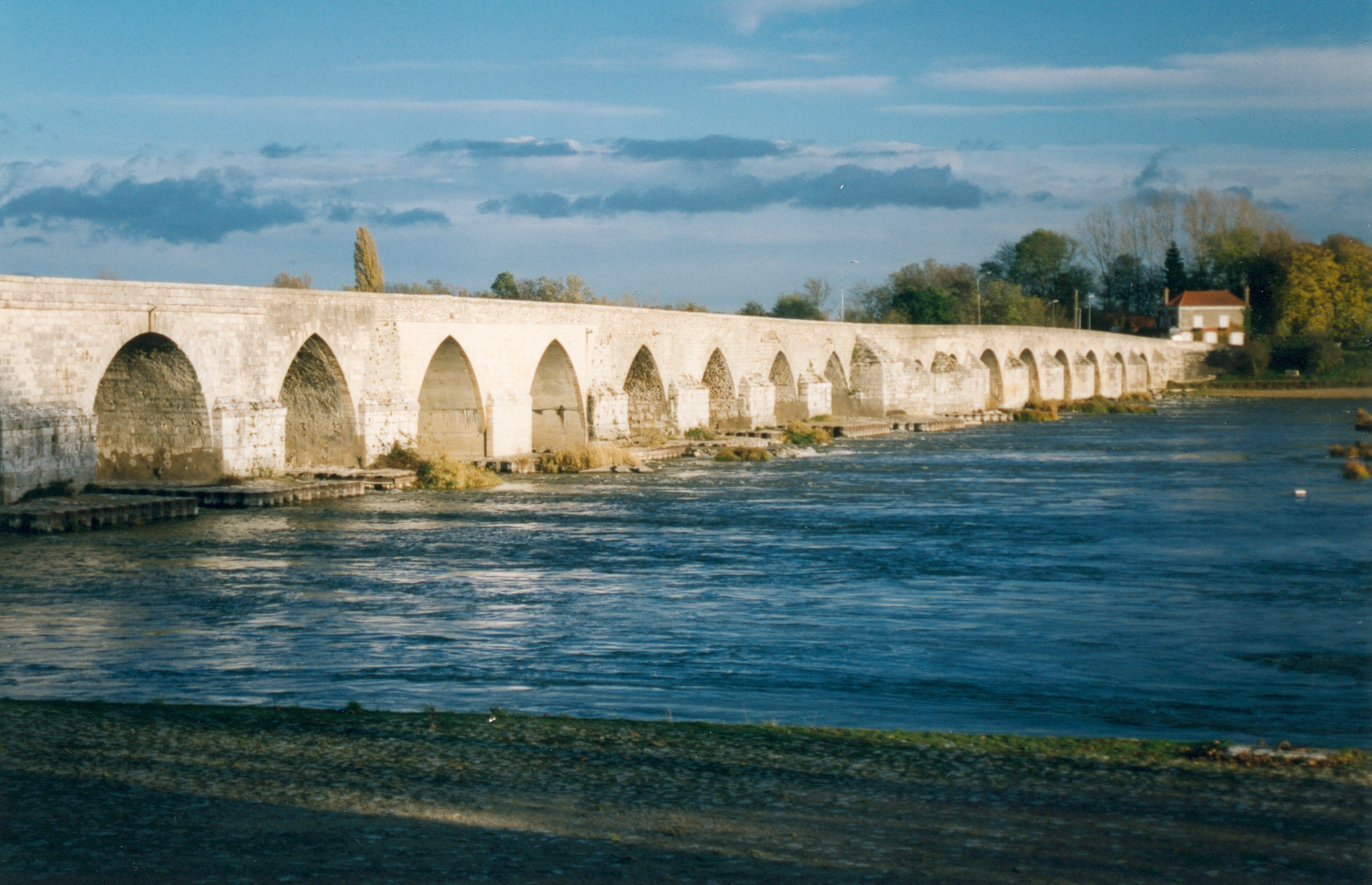
De Fransen heroverden de brug over de Loire bij Beaugency de dag voor de slag bij Patay

In maart 1429 ontmoette Jeanne d'Arc te Chinon de dauphin. Ze werd gedurende weken ondervraagd door de kerkelijke autoriteiten te Poitiers en onderzocht op haar maagdelijkheid. Daarna trok ze met een leger op om Orléans te ontzetten, wat lukte op 9 mei.
Nadat het Beleg van Orléans gebroken was, vertrok Sir John Fastolf met een leger van 3000 tot 5000 man vanuit Parijs. Ondertussen heroverden de Fransen na kleinere schermutselingen nog drie andere forten en bruggen langs de Loire. In 1429 werden vijf slagen uitgevochten:
1. het Beleg van Orléans,
2. de Slag bij Jargeau,
3. de Slag bij Meung-sur-Loire,
4. de Slag bij Beaugency,
5. de Slag bij Patay.

## De slag
De Slag bij Patay werd om 14u00 geleverd daags nadat de Engelsen Beaugency hadden opgegeven. De plaats was de oude Romeinse heirbaan op een kruispunt 700 m ten noorden van het dorp Patay.
De Engelsen hielden zich aan hun beproefde tactiek van de Slag bij Azincourt en de Slag bij Crécy. Ze stelden hun longbowschutters verdekt op achter een versperring van gepunte boomstammen schuin in de grond. Die palen stopten een charge van cavalerie en vertraagden een opmars van infanterie voldoende om de pijlen raak te schieten.
Franse verkenners merkten de positie van de boogschutters op, nadat die een hert geschoten hadden en daarbij lawaai gemaakt hadden. De Franse voorhoede onder de kapiteins Étienne de Vignolles, Ambroise de Loré, Jean Poton de Xaintrailles en Arthur de Richemont viel met 1500 man hun stelling aan langs de flanken, die nog niet verdedigd waren.
De Franse piekeniers slachtten de longbowschutters af en de Engelse cavalerie sloeg op de vlucht.

## Gevolgen
De Engelsen telden tussen 2000 en 2500 doden, de Fransen tussen 5 en 100.
Jean Dagneau, kapitein onder Jean Poton de Xaintrailles, nam John Talbot gevangen, waarvoor hij in maart 1438 in de adelstand verheven werd als Dagneau de Richecour.
John Fastolf vluchtte en daarvoor schrapte Jan van Bedford hem uit de Orde van de Kousenband. Hij inspireerde tot het personage van Falstaff.
De Fransen voerden Karel VII ongehinderd naar Reims, waar hij tot koning gekroond werd.
Het korps longbowschutters hield op te bestaan: het duurde jaren om een longbowschutter op te leiden. Het belang van de longbowschutters verdween ook met de opkomst van vuurwapens.